# Dolní Krupá (ort i Tjeckien, Vysočina)
Dolní Krupá är en ort i Tjeckien.   Den ligger i regionen Vysočina, i den centrala delen av landet, 100 km sydost om huvudstaden Prag. Dolní Krupá ligger 477 meter över havet och antalet invånare är 345.
Terrängen runt Dolní Krupá är platt. Runt Dolní Krupá är det ganska tätbefolkat, med 104 invånare per kvadratkilometer. Närmaste större samhälle är Havlíčkův Brod, 6,1 km söder om Dolní Krupá. I omgivningarna runt Dolní Krupá växer i huvudsak blandskog.